# Palacio de Congresos y Exposiciones de Pontevedra
El Auditorio y Palacio de Congresos y Exposiciones de Pontevedra es un edificio que acoge convenciones, exposiciones, conciertos, obras de teatro y espectáculos de ballet y danza en la ciudad de Pontevedra. Está situado en la zona norte de la capital, junto al río Lérez y el puente de los Tirantes, fue diseñado por el arquitecto Manuel de las Casas y es uno de los símbolos arquitectónicos de la capital pontevedresa.

## Historia
La construcción del Auditorio y Palacio de Congresos de Pontevedra se planificó a principios de los años noventa del siglo XX como parte de un amplio proyecto urbanístico para el desarrollo de la zona noreste de la ciudad, en los terrenos ganados al mar de una antigua marisma.
El proyecto incluyó la construcción de un puente atirantado, el puente de los Tirantes, para dar servicio al auditorio y como salida de la ciudad hacia el norte, un centro de exposiciones y recinto ferial anexo al Auditorio frente al Parque Rosalía de Castro, y la puesta en valor de las riberas del río Lérez y del parque de la Isla de las Esculturas.
El arquitecto Manuel de las Casas fue el ganador del concurso de anteproyectos al que se habían presentado 180 profesionales para la construcción del Palacio de Congresos, cuya resolución se hizo pública el 2 de noviembre de 1991, y diseñó el proyecto en 1992. Las obras del auditorio y palacio de congresos y exposiciones fueron licitadas el 20 de noviembre de 1992. La construcción del Palacio de Congresos comenzó en 1993 y el auditorio se inauguró en 1997, mientras que el centro de exposiciones y recinto ferial se inauguró en 1998.
El palacio se inauguró el 20 de septiembre de 1997, con la exposición La neutralidad del Orden de Manuel de las Casas y un concierto de la mezzosoprano Teresa Berganza y la Real Filharmonía de Galicia dirigida por Maximino Zumalave. Poco después, los días 24 y 25 de septiembre de 1997, se celebró en el palacio de congresos un congreso sobre Infraestructuras, Medio Ambiente y Desarrollo Regional.

## Descripción
De arquitectura contemporánea, el palacio comprende un conjunto de edificios de 10 000 m2 que incluye una zona de exposiciones, salas de reuniones, un auditorio y una zona de restauración. Se trata de un edificio polivalente que permite utilizar todos sus espacios al mismo tiempo.
El aspecto más característico del exterior del palacio son las losas rectangulares de pizarra verde de 1,20x0,6 metros, el acero corten, el cobre y el vidrio que, junto con el conjunto armónico de los volúmenes del edificio, como el cubo de la sala de exposiciones, favorecen su integración en el paisaje y la vegetación circundantes. Manuel de las Casas organizó el terreno diseñando plataformas artificiales, plazas y terrazas de piedra que se asoman a la ría, al Lérez y a la ciudad.
El complejo se compone de volúmenes puros con un cilindro para el Auditorio y dos prismas en diferentes niveles, que albergan una gran sala de exposiciones, el Centro de Convenciones, un restaurante y una cafetería. La sala de congresos y las salas de reuniones se sitúan en el interior del prisma trapezoidal. En el prisma de base cuadrada, la entrada y la gran claraboya conducen a la sala de exposiciones en el nivel inferior. En el interior el vestíbulo central dispone de un gran lucernario acristalado. Al lado del Lérez, se accede al edificio por una escalera de piedra protegida por el muro de pizarra verde. La arquitectura del Palacio, con su innovadora fachada cilíndrica en su Auditorio cubierta de pizarra verde y el uso armónico de materiales como el acero corten, el cobre y el vidrio, le ha otorgado una identidad única que lo ha consolidado como uno de los iconos más representativos de la capital pontevedresa.
El Palacio de Congresos de Pontevedra fue diseñado para albergar diferentes tipos de eventos, convenciones, ferias comerciales, ferias públicas, exposiciones, eventos corporativos, convenciones empresariales, seminarios, simposios o conferencias dependiendo del formato o el estilo que los organizadores quieran darle. Ofrece como ventajas la modularidad y la funcionalidad.

### Superficies y número de plazas
El palacio de Congresos y Exposiciones de Pontevedra dispone de:
- una superficie neta total de 10 000 m2
- un auditorio principal con 772 asientos. Según el arquitecto Manuel de las Casas, en la sala de conciertos o auditorio principal se buscaron formas onduladas e incluso caprichosas para evitar el rebote del sonido.[1]
- un auditorio o sala de conferencias con 276 plazas
- una sala de reuniones de 100 plazas
- una sala de exposiciones luminosa de 1220 m2
- un restaurante panorámico con vistas al río Lérez y al puente de los Tirantes[14]
- 8 salas para seminarios
- una sala de talleres para 40 personas
- una sala de prensa
- una sala VIP
- una sala de ensayos, una sala de descanso, una sala de costura y 10 camerinos
- un aparcamiento público para 1300 vehículos

## Eventos
Además de conciertos y espectáculos, el palacio de congresos acoge convenciones y exposiciones como Culturgal, la feria de actividades culturales y editoriales de Galicia, Pont Up Store, Cantos na maré, Etiqueta Negra, Edugal o Debut, entre otras.

## Galería de imágenes

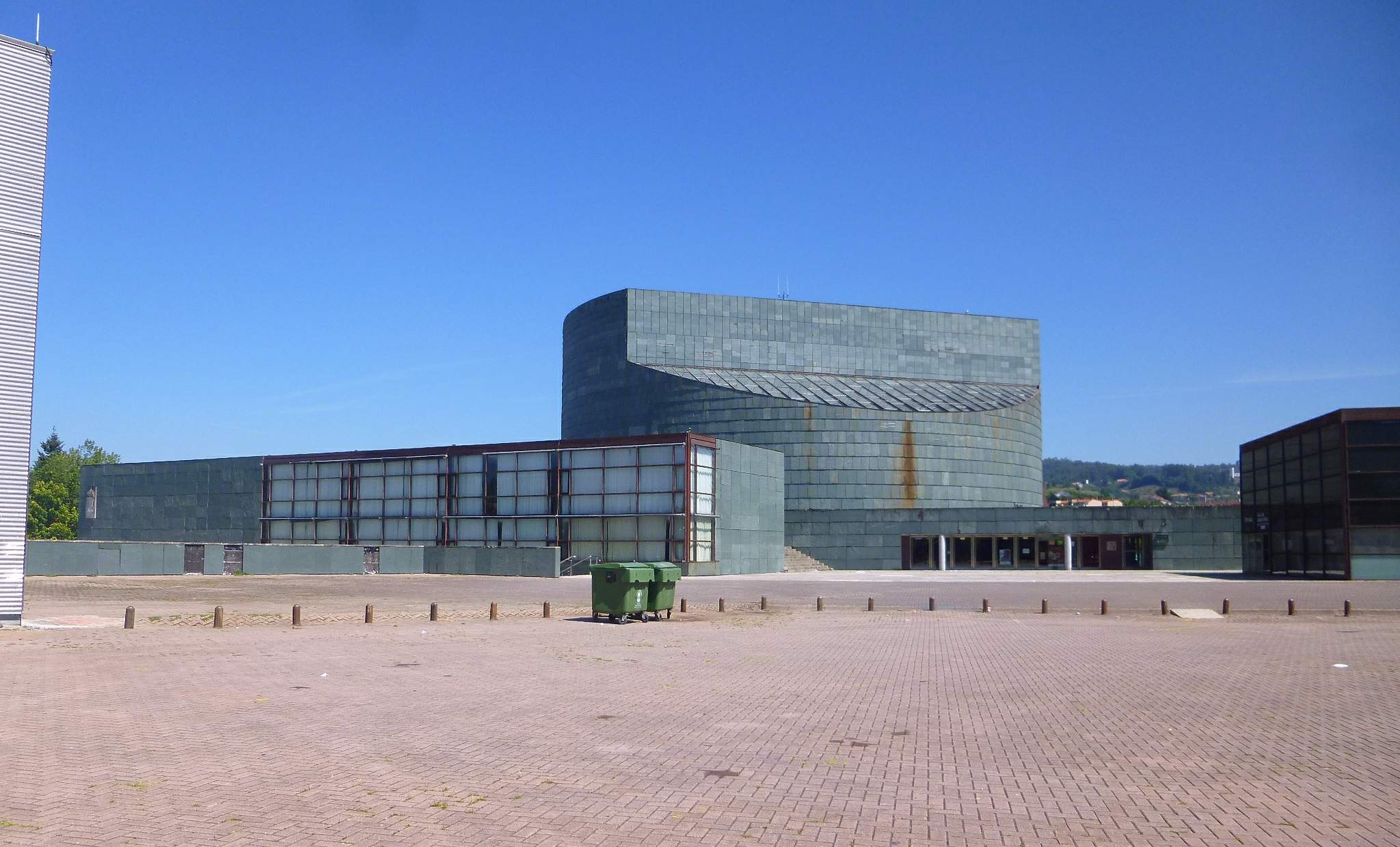
Parte superior
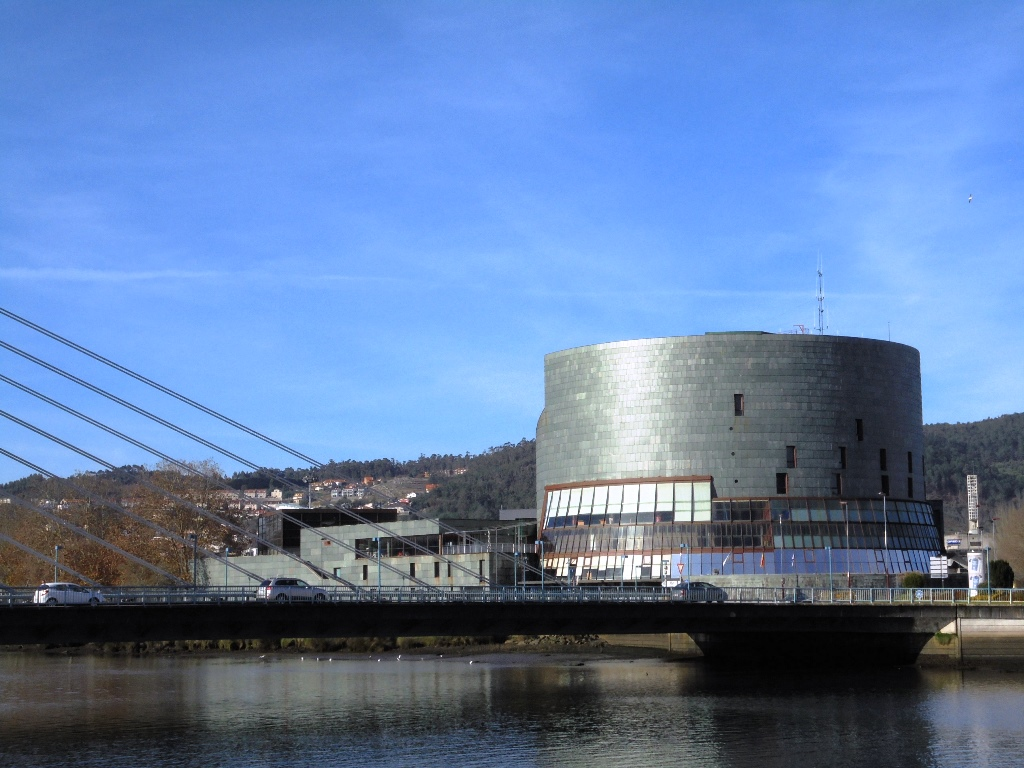
Fachada
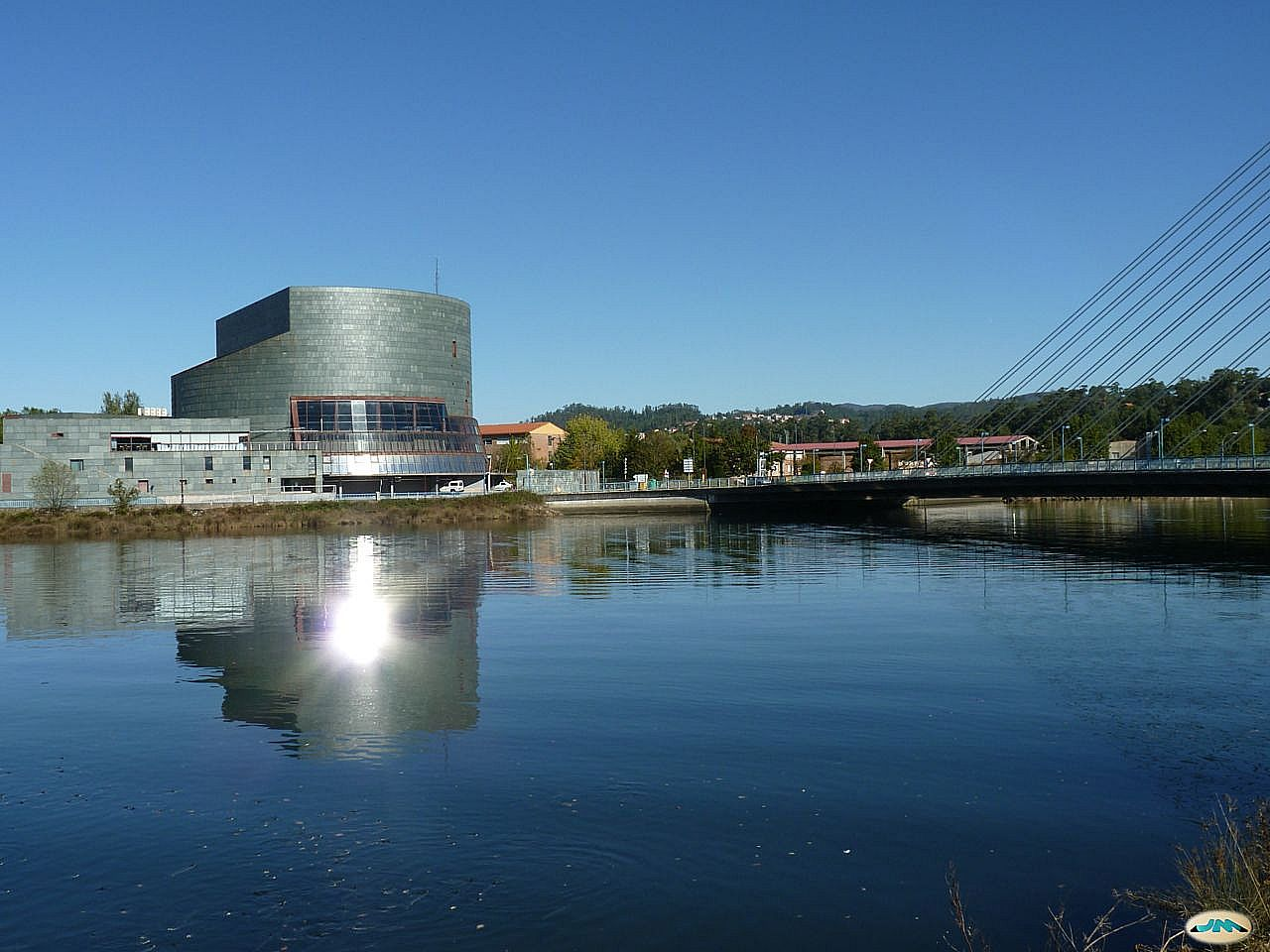
Fachada integrada en el paisaje
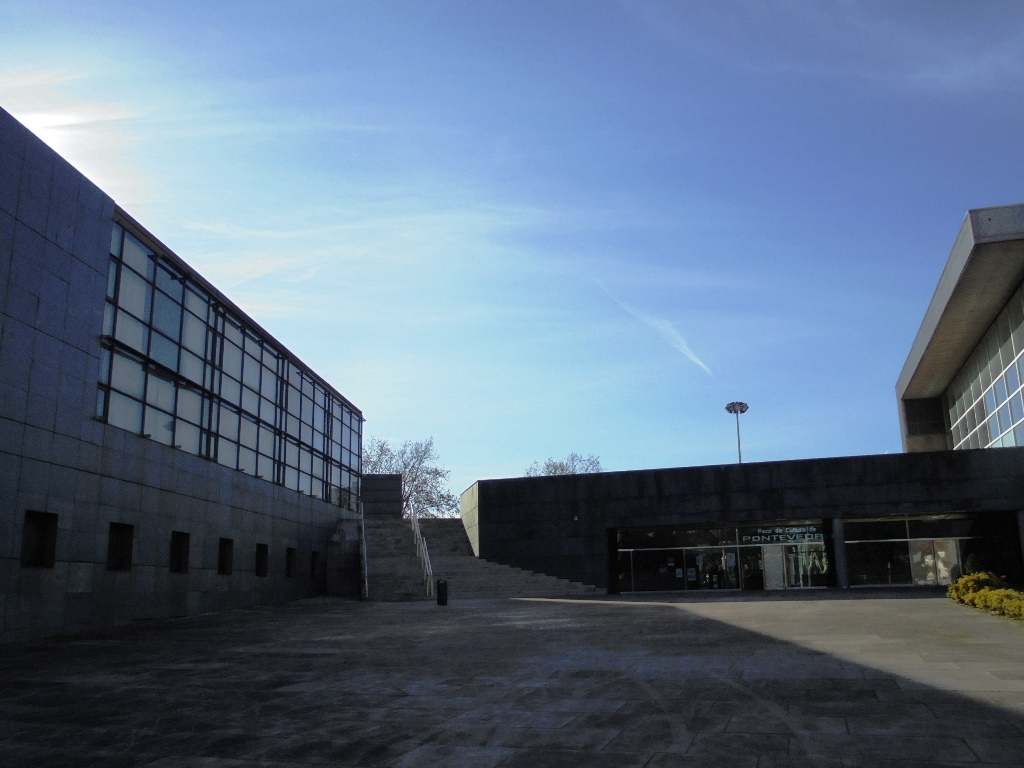
Hall de entrada
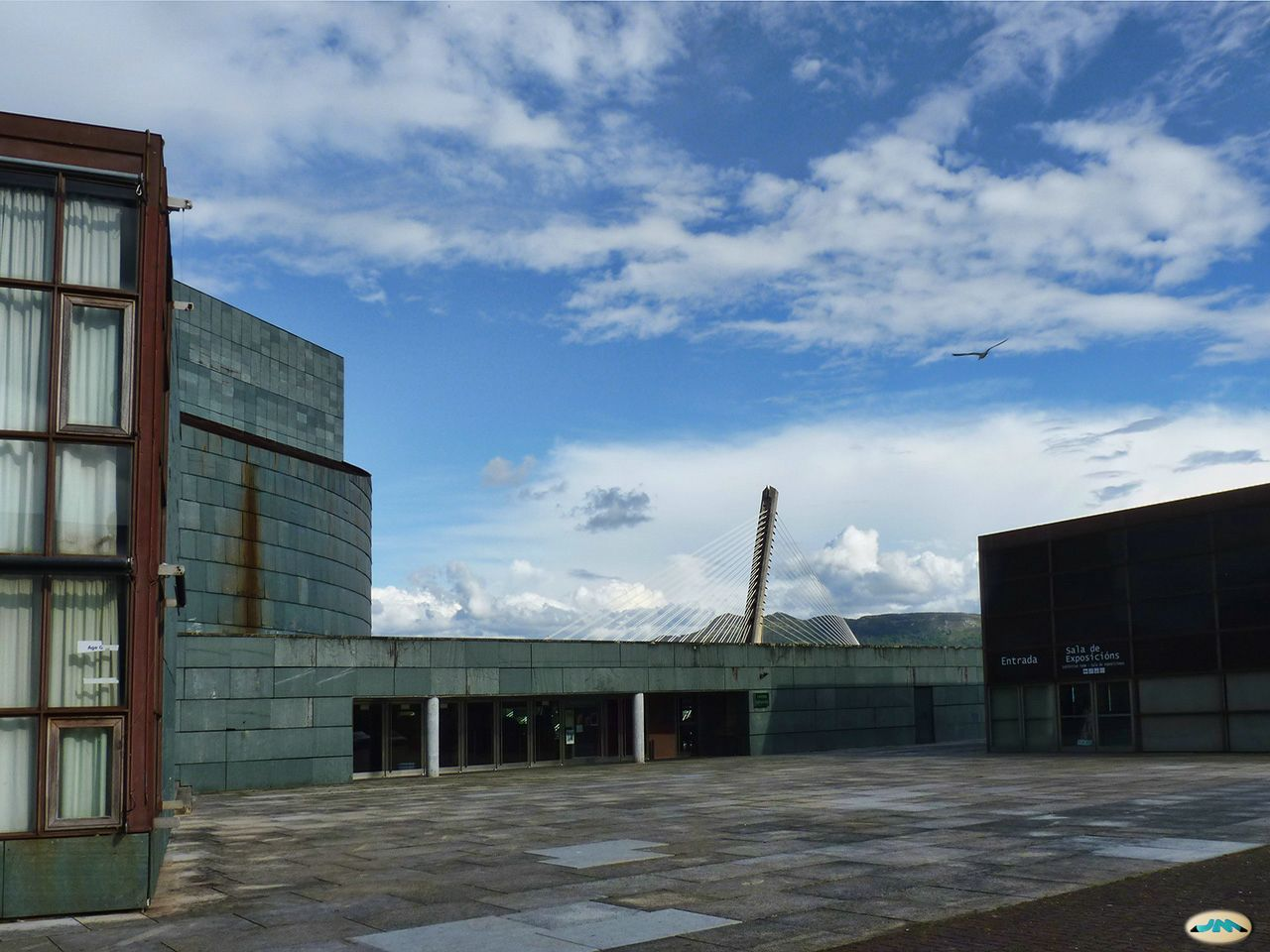
Entrada
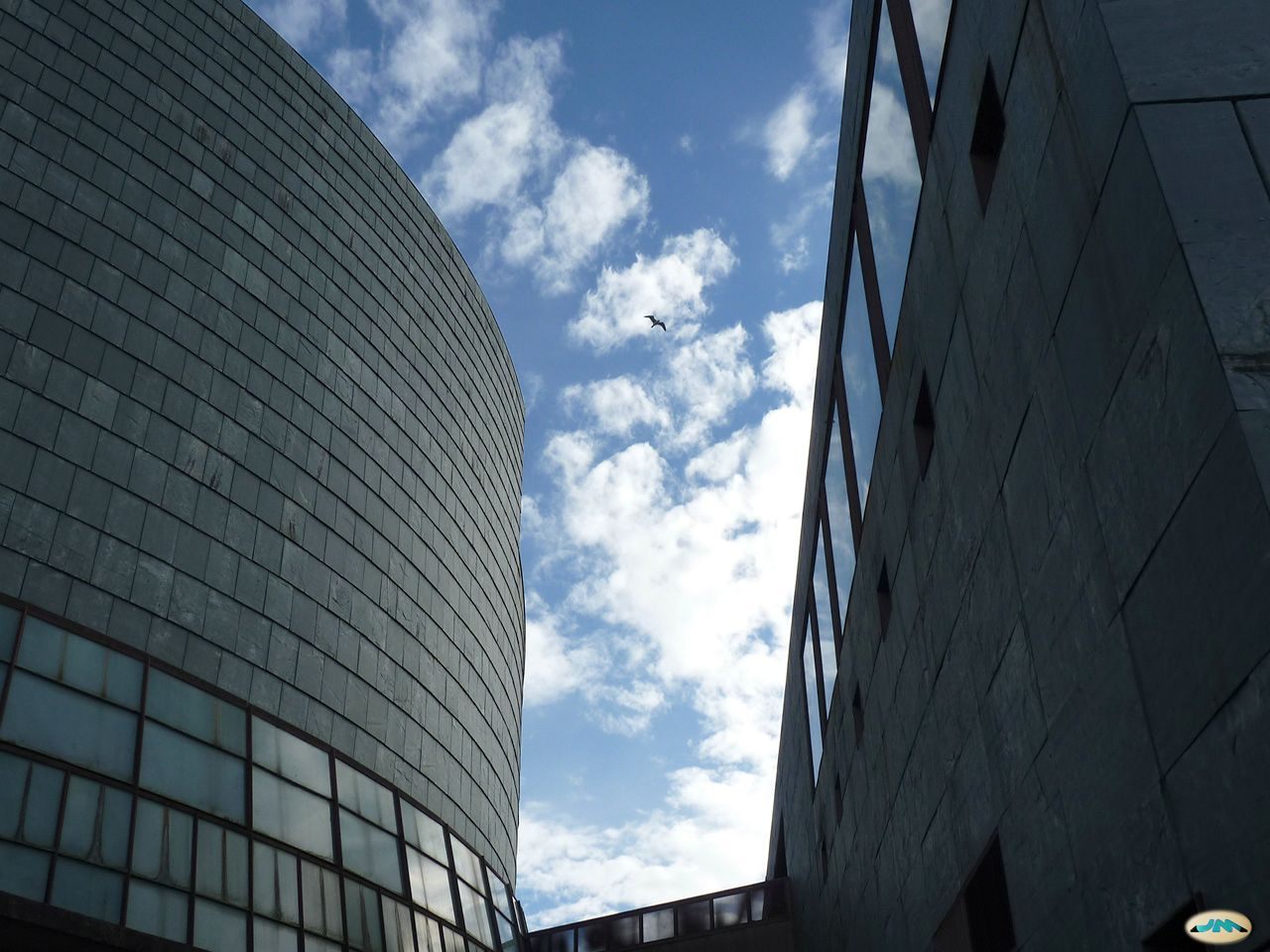
Auditorio en primer plano
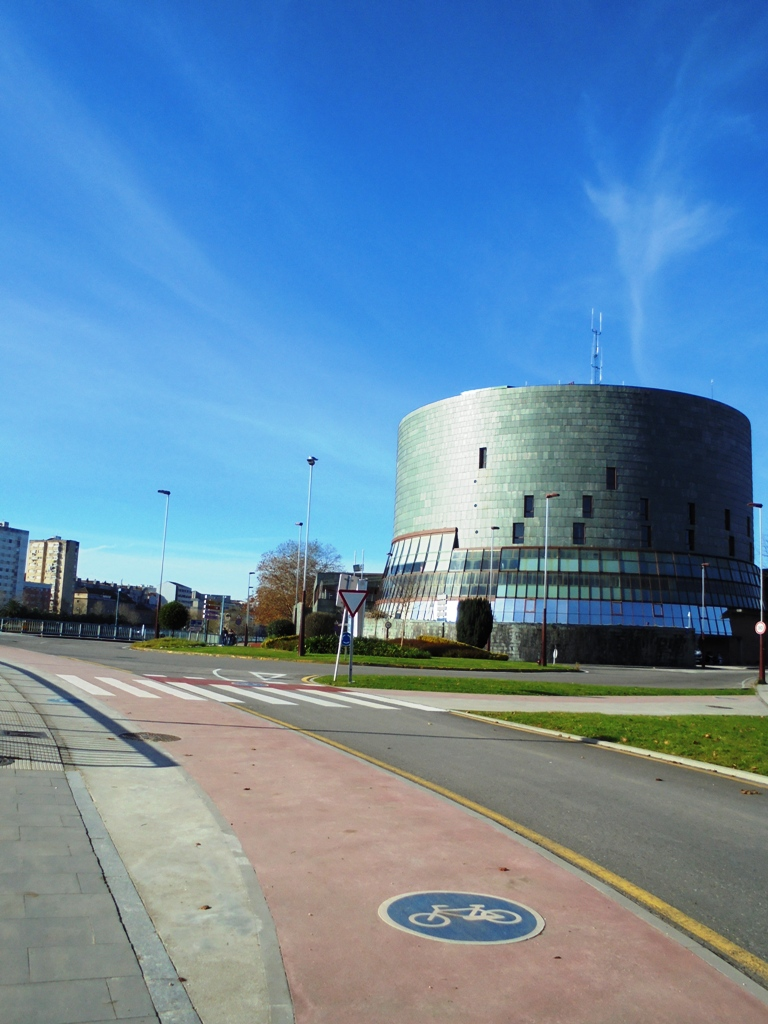
Carril bici en frente del palacio
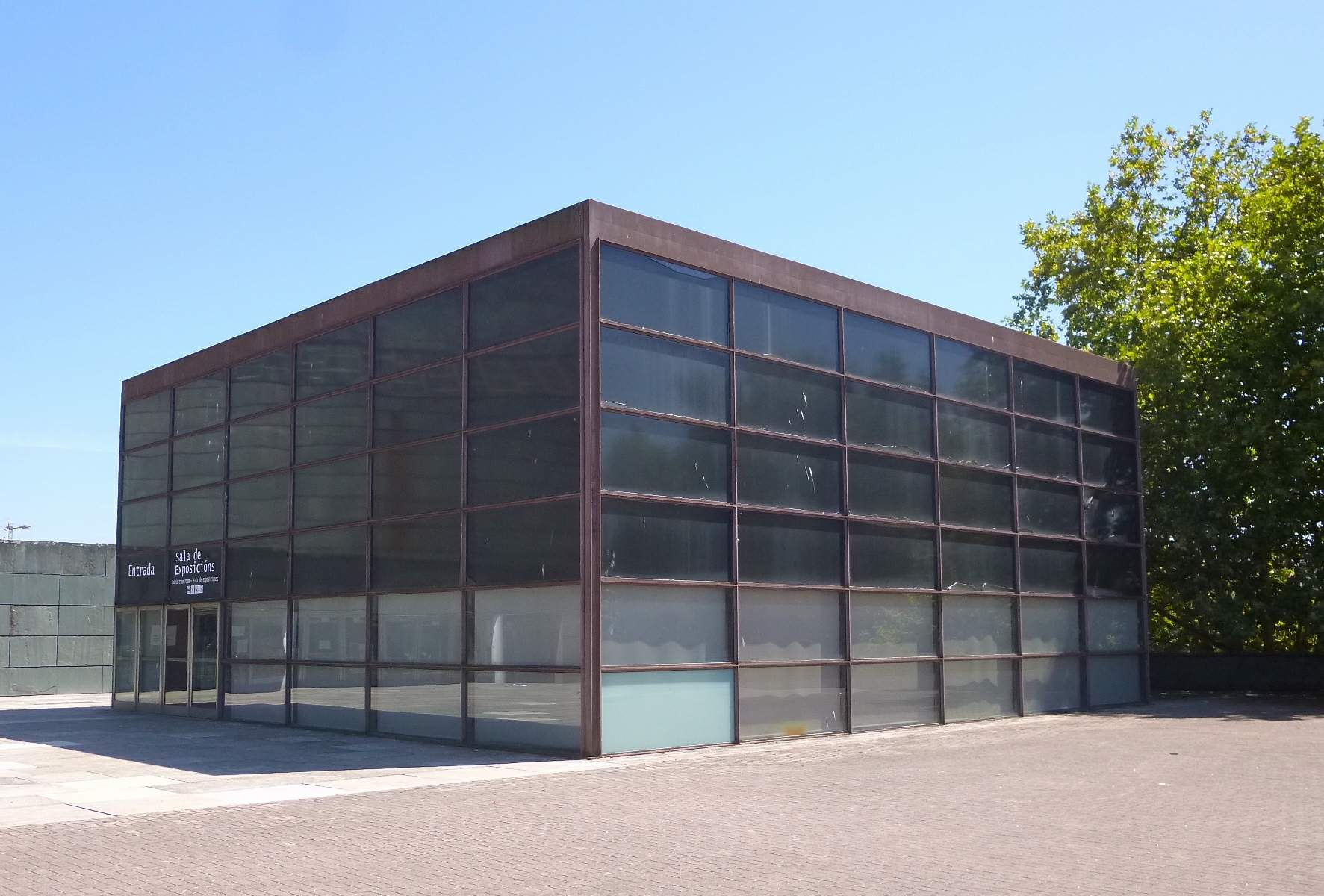
Cubo de cristal de la sala de exposiciones
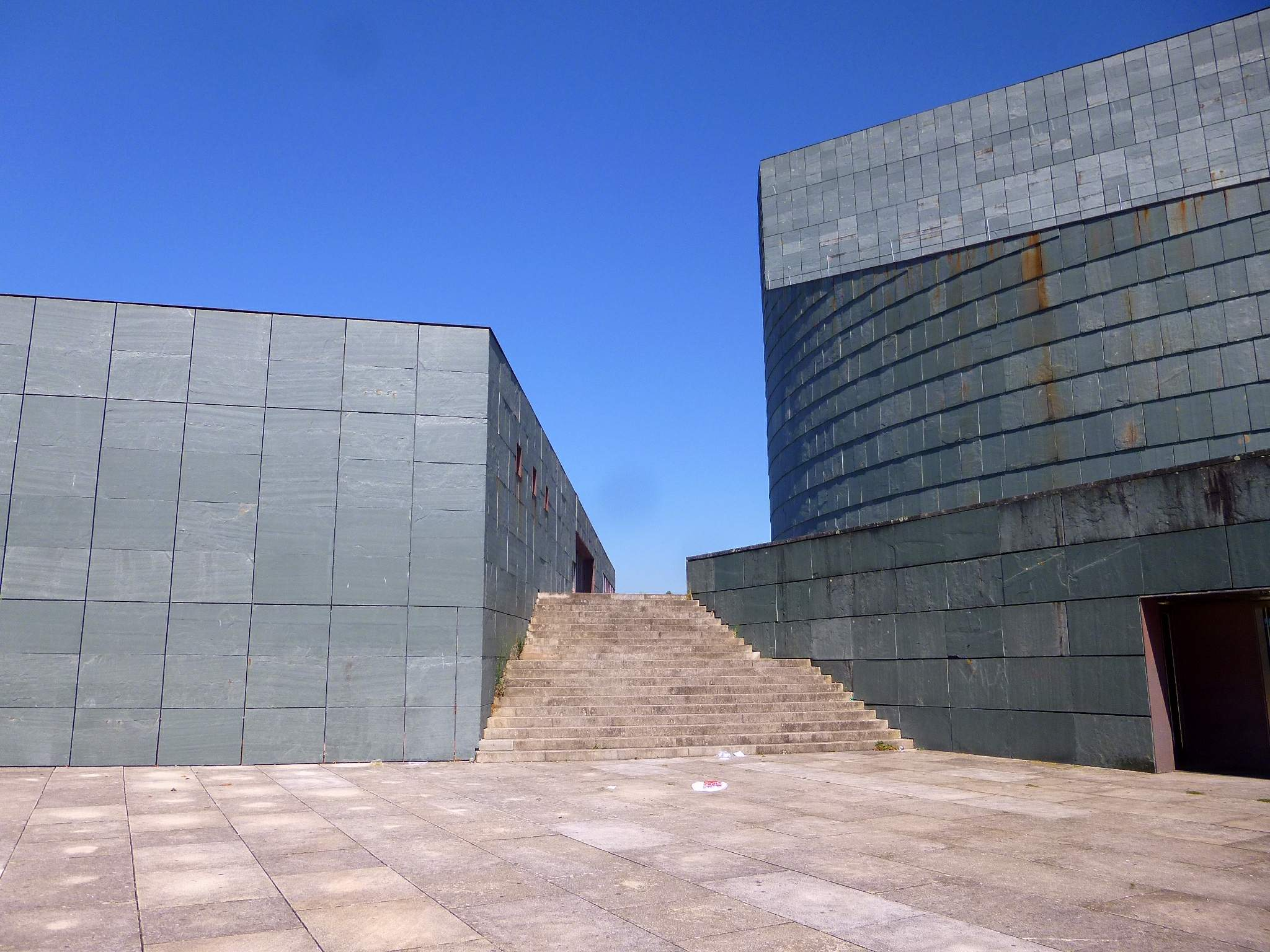
Escalinata de acceso al edificio
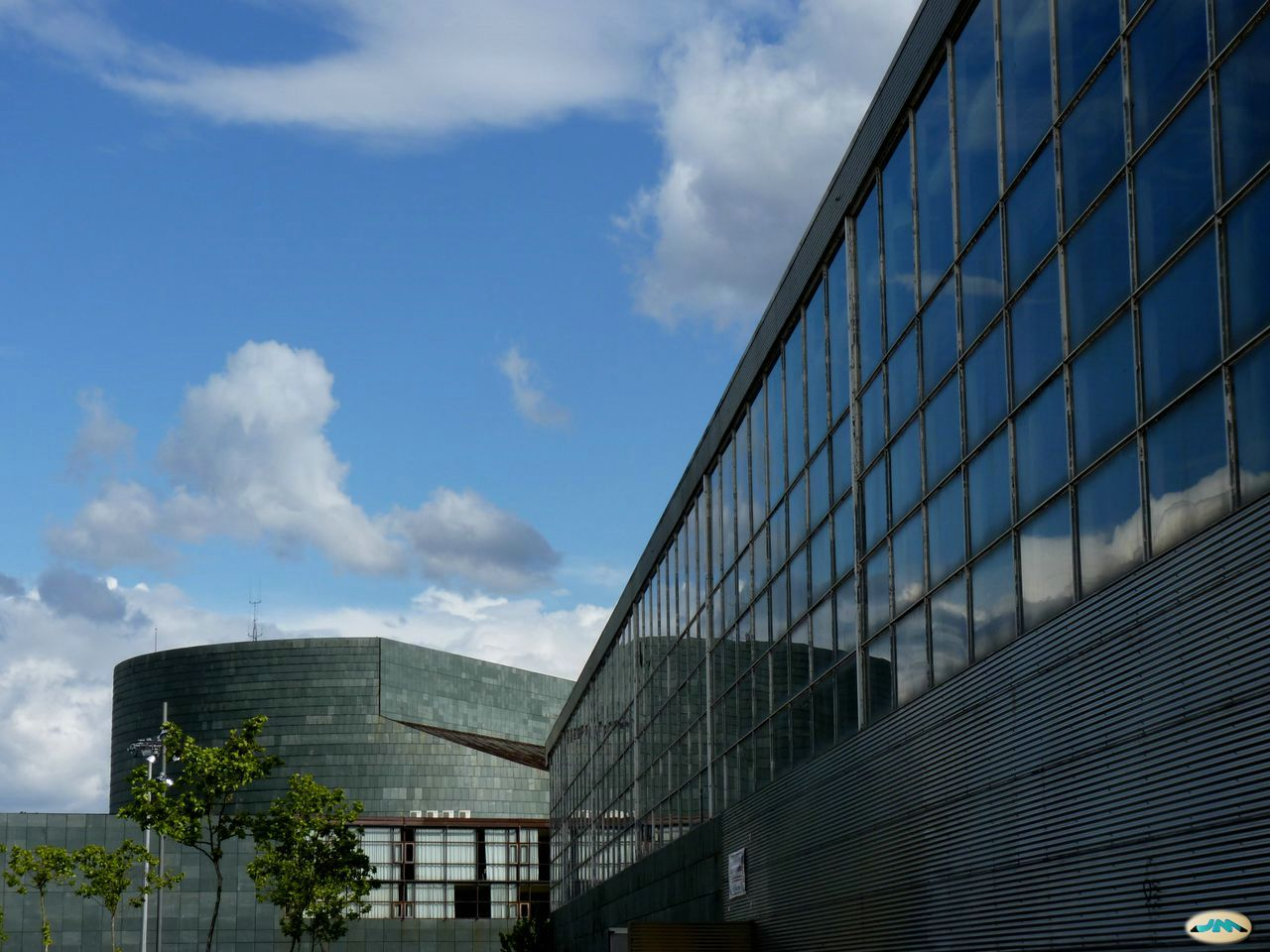
Centro de exposiciones
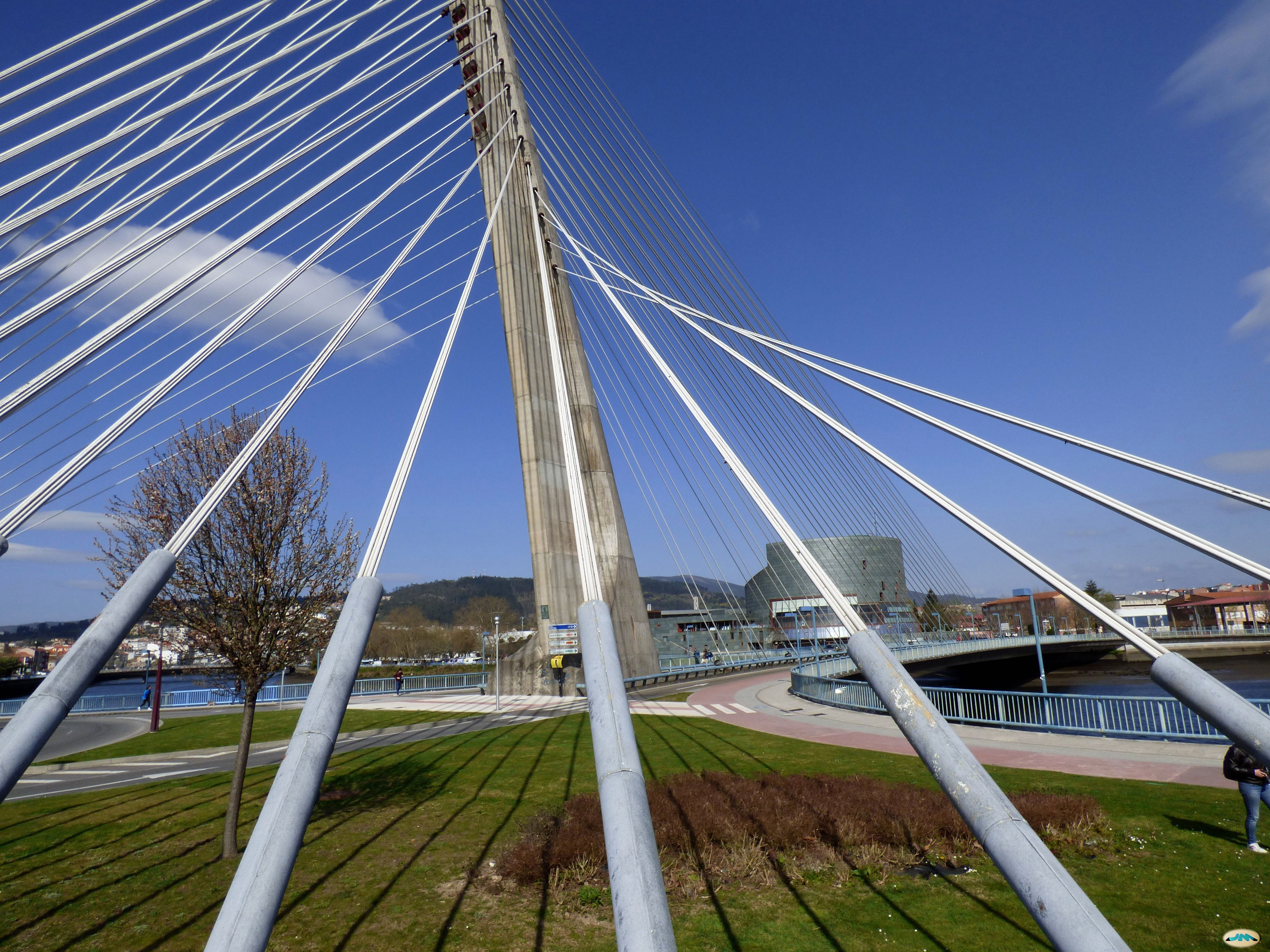
Vista del palacio desde el puente de los Tirantes
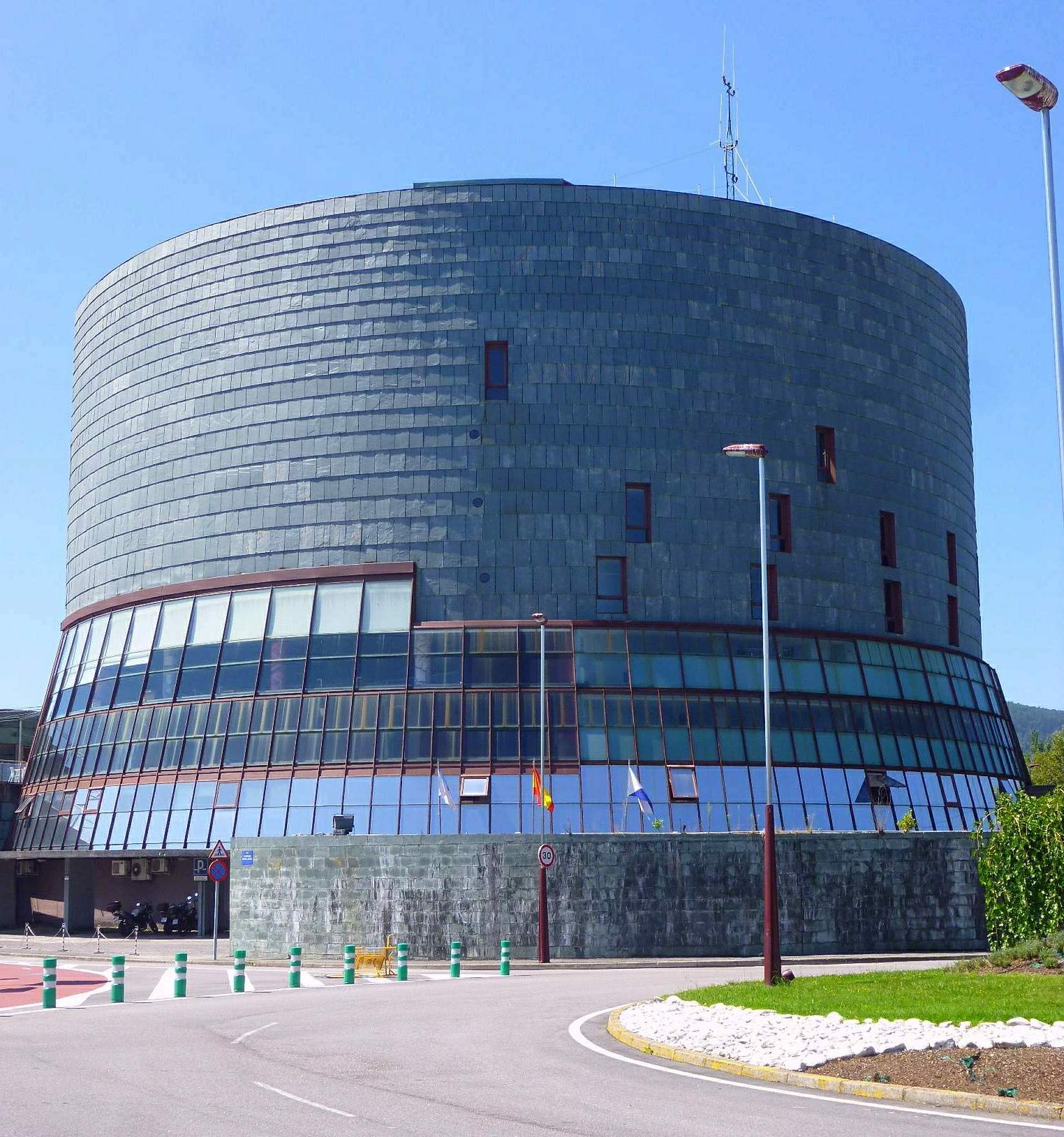
Auditorio
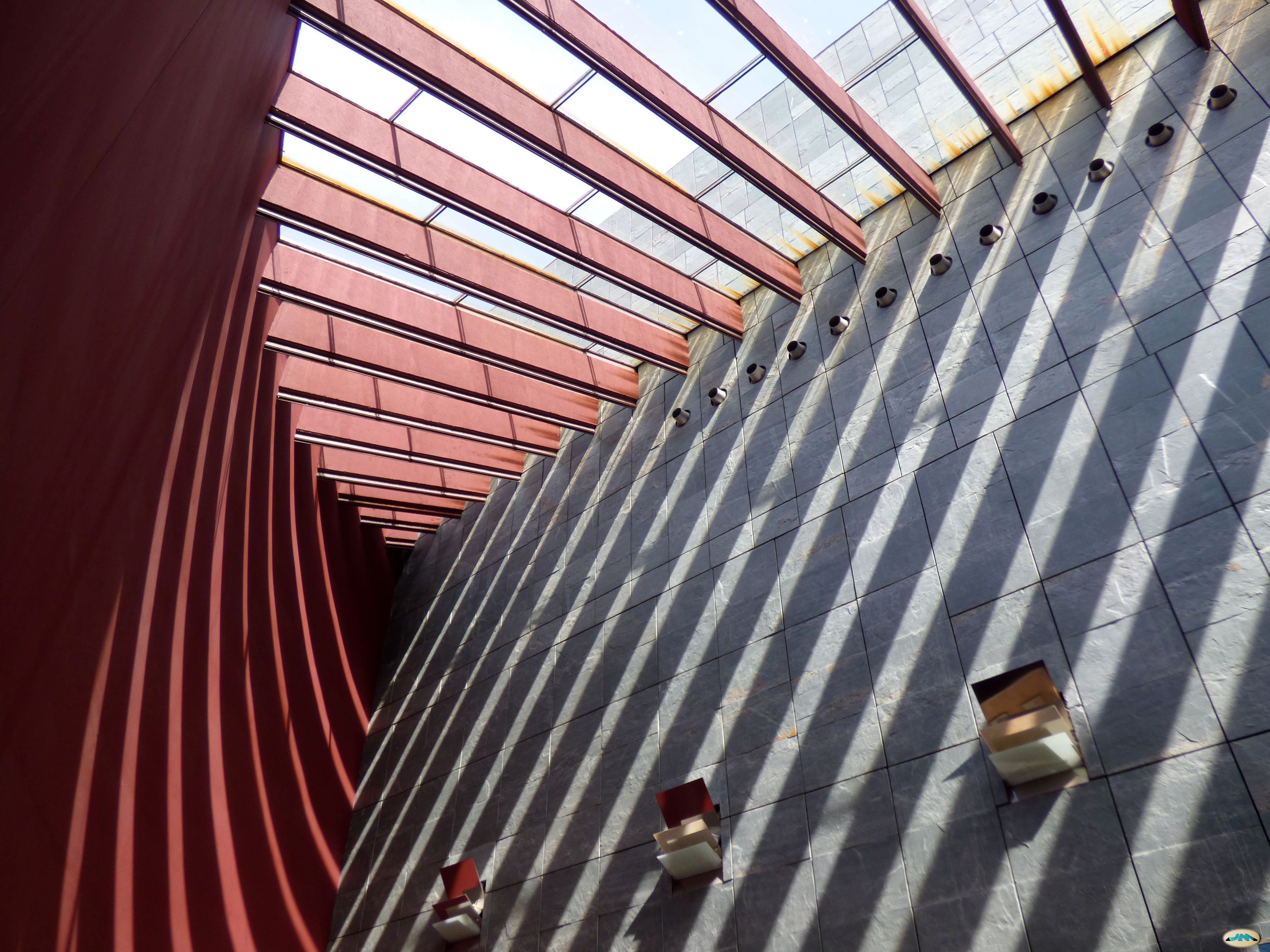
Vestíbulo acristalado del auditorio
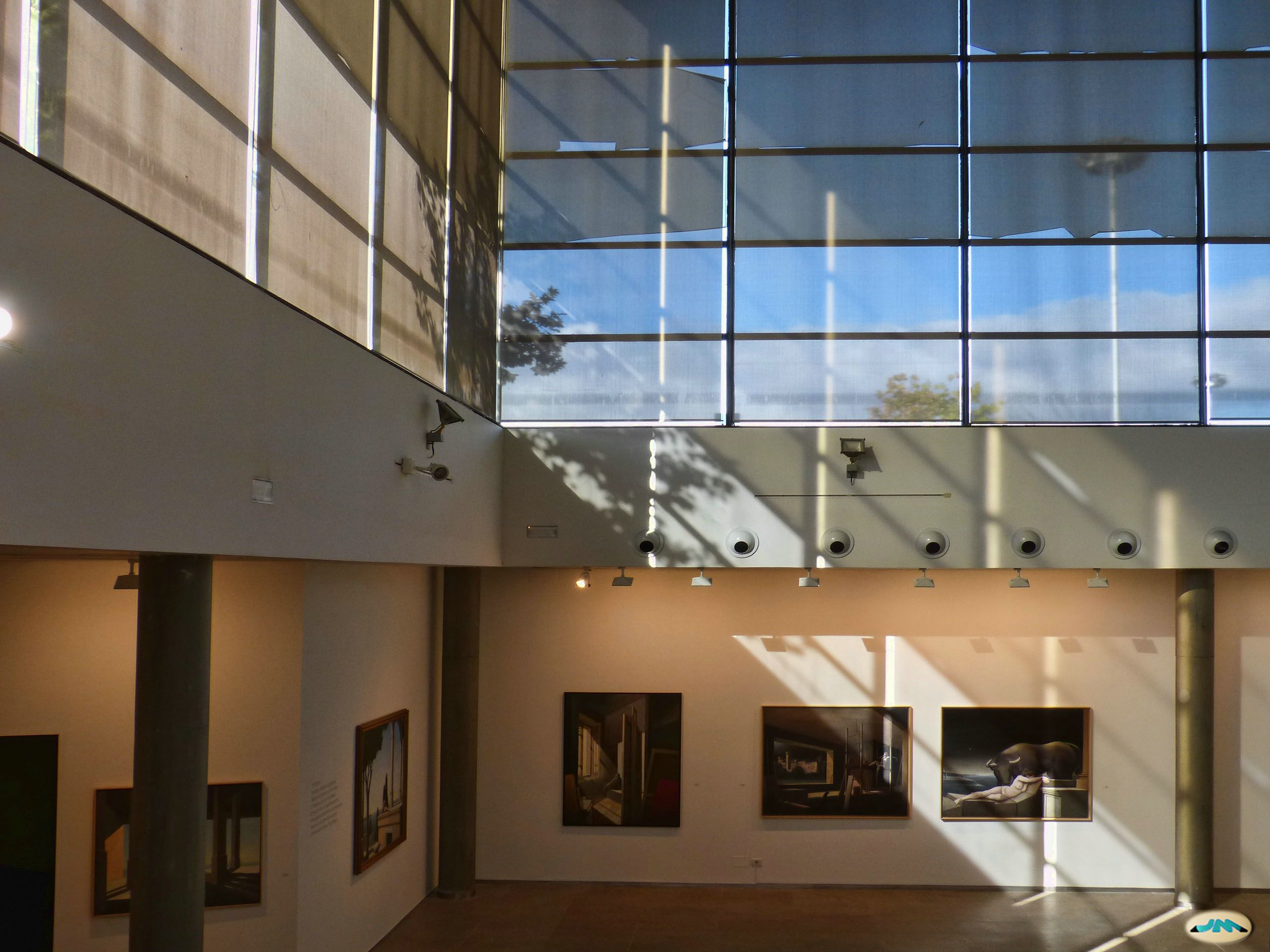
Interior de la sala de exposiciones